# ツーリンガール!
『ツーリンガール！』は、凪水そうによる日本の漫画作品。『まんがライフMOMO』（竹書房）にて、2018年3月号（1月29日発売）より連載を開始し、同誌の休刊号となる2019年1月号（2018年11月28日発売）まで連載された。『まんがくらぶ』（同社）で2019年2月号（2018年12月27日発売）から休刊号の2020年5月号（3月27日発売）まで連載。その後ウェブコミック配信サイト『ストーリアダッシュ』に移籍し、2022年4月15日まで連載された。
主人公が兄のおさがりのバイクに乗り、グルメ・温泉・アウトドアを楽しむ姿を描いた作品。

## 登場人物
小梅
主人公。兄からおさがりのバイクをもらい、仲間たちと温泉やツーリングをするのが楽しみ。
小梅の兄
小梅の兄で「ホンダ・フュージョン」を妹の小梅にプレゼントしている。

## 書誌情報
- 凪水そう『ツーリンガール!』竹書房〈バンブーコミックス〉、全4巻
  1. 2019年6月27日発売[6]、ISBN 9784801966512
  2. 2020年3月27日発売[7]、ISBN 9784801969001
  3. 2021年3月30日発売[8]、ISBN 9784801972636
  4. 2022年6月30日発売[9]、ISBN 9784801976726